# Buddhizmus Délkelet-Ázsiában

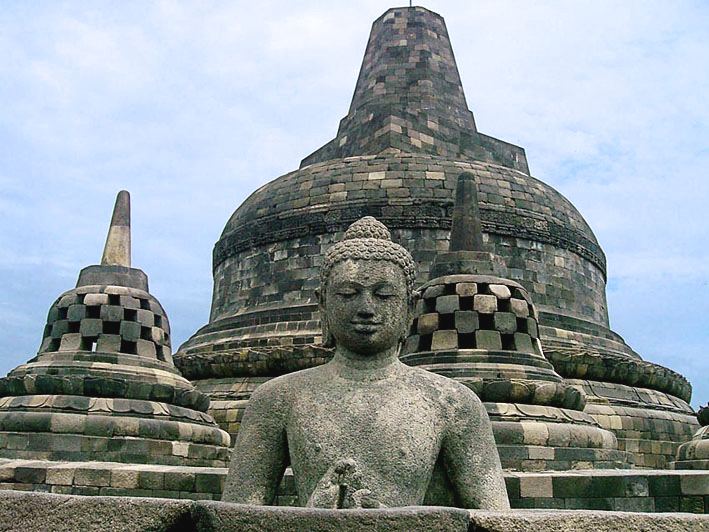
A 9. századi Borobudur buddhista sztúpa Jáva középső részén.

A buddhizmus Délkelet-Ázsiában a buddhizmusnak azokra a formáira utal, amelyek az ókortól kezdve virágoznak Délkelet-Ázsiában. Történelmileg a mahájána buddhizmus kiemelkedett ebben a régióban, azonban ma már a legtöbb hagyomány a théraváda irányzatot követi. A többségben théraváda hagyományt követő délkelet-ázsiai országok közé tartozik Thaiföld, Kambodzsa, Laosz és Burma.
Vietnámban továbbra is a mahájána hagyományt követik köszönhetően az országban több mint ezer évig tartó kínai gyarmatosításnak. Indonézia mahájána buddhista terület volt a Szailendra és a Srívidzsaja birodalmak idején, mára azonban csak a kínai diaszpóra gyakorolja ezt a hagyományt, ahogy Szingapúrban és Malajziában.
A mahájána buddhizmus - kiegészítve a taoizmussal és a kínai népi vallással a szingapúri kínai közösségek első számú vallása. Malajziában, Bruneiben, a Fülöp-szigeteken és Indonéziában a mahájána a mai napig erős kisebbségnek számít.

## Története

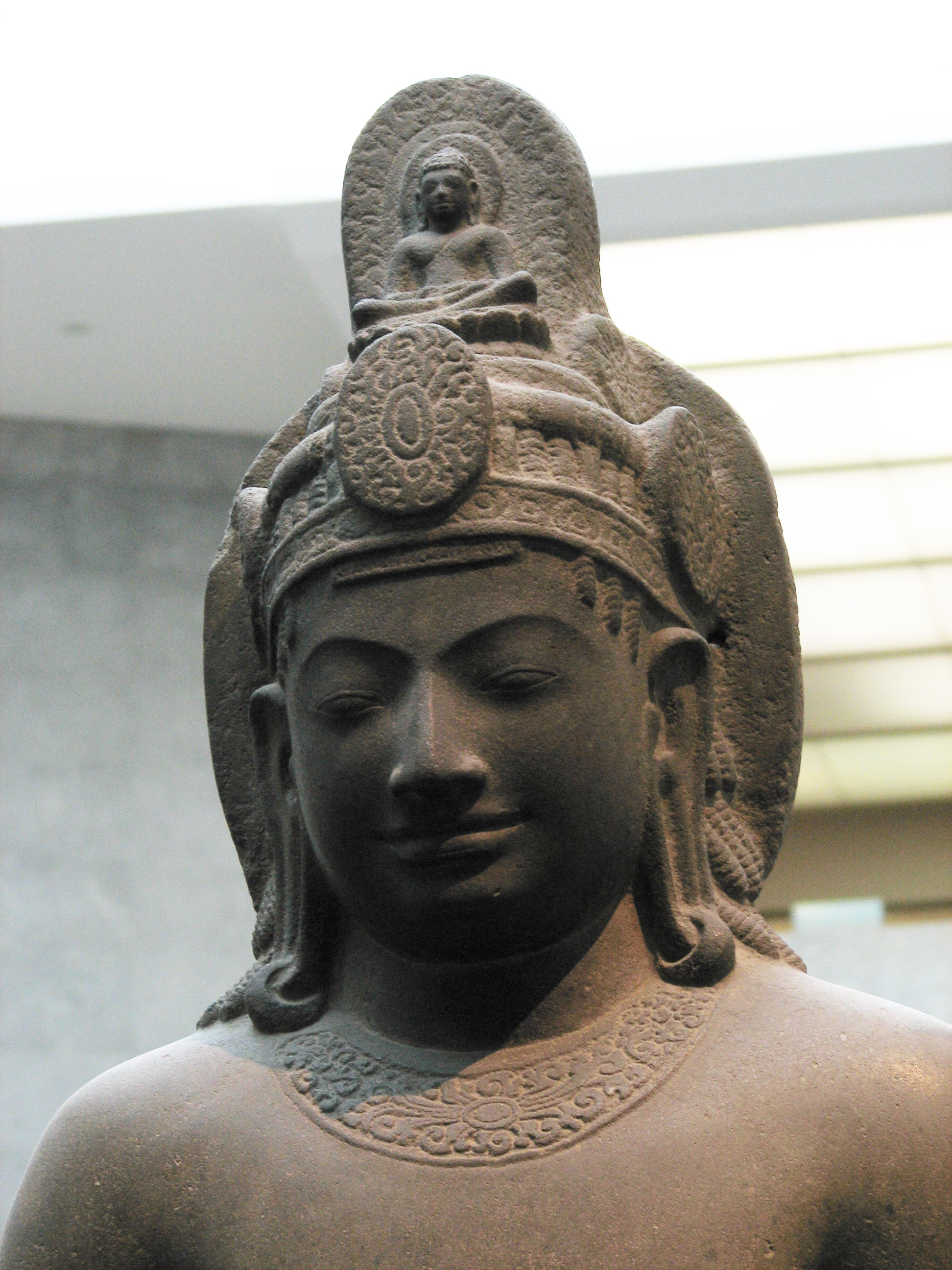
Kambodzsai Avalókitésvara bódhiszattva szobor - homokkő, 7. század

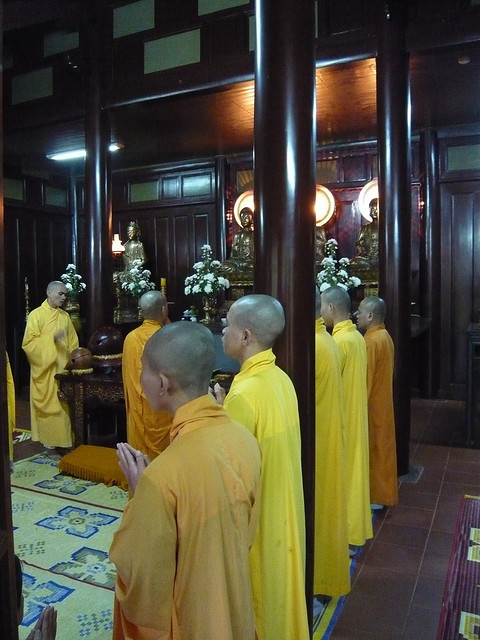
Vietnámi buddhista szerzetesek teljesítenek szolgálatot Huéban.

### Korai hagyományok
A buddhizmus Délkelet-Ázsiába egyrészt közvetlenül Indiából, tengeren keresztül érkezett, valamint a teljes első évezred során, közvetlen módon Közép-Ázsiából és Kínából.
A 12. század előtt Thaiföld, Burma, Laosz és Kambodzsa területein számos Indiából érkező buddhista szekta dominált, amelyek között a mahájána buddhizmus is szerepelt. A 7. században Jicsing korabeli utazásai során feljegyezte, hogy ezeken a területeken az indiai buddhizmus minden formája virágzott.

### A Khmer Birodalom és Srívidzsaja
Az 5-13. századok során a délkelet-ázsiai birodalmakra közvetlen hatással volt India, ezért ezeken a területeken elsősorban a mahájána hagyományok terjedtek el. A déli Srívidzsaja Birodalom és az északi Khmer Birodalom versengése felszínre hozta az itteni művészetek bodhiszattvákban gazdag mahájána panteonját. A Khmer Birodalom idején 900 templomot építettek Kambodzsában és a szomszédos Thaiföldön. A fejlesztések középpontjában az angkori templomkomplexus állt, amely képes volt ellátni egymillió utazót is.
Srívidzsaja tengeri birodalom volt az indonéziai Szumátra szigeten található Palembang központtal. A Szailendra dinasztia idején felvették a mahájána és a vadzsrajána buddhista hagyományokat. Jicsing kínai utazó szerzetes Palembangot hatalmas buddhista központnak írta le, ahol az uralkodó több mint ezer szerzetest támogatott az udvarában. Jicsing korabeli beszámolójából ismert, hogy a területen a buddhizmus már az i.sz. 671-től jelentős volt a területen. Későbbi kínai zarándokoknak azt ajánlotta, hogy Palembangon töltsenek el egy-két évet.  Srívidzsaja az indiai Csola uralkodókkal való összetűzések során hanyatlásnak indult, amit a 13. századi iszlám terjeszkedések tovább rontottak.

### Áttérések théraváda irányzatra
Néhány korai théraváda beszámolót leszámítva a fennmaradt bizonyítékok alapján Burmában a legtöbb buddhista a mahájána irányzatot követte, elsősorban szanszkrit nyelven, és nem páli nyelven. Miután a buddhizmus hanyatlásnak indult Indiában, a Srí Lankáról érkező hittérítő szerzetesek fokozatosan térítették át a burmai buddhistákat a théraváda hagyományokra. A következő két évszázadban a théraváda eljutott Thaiföldre, Laoszba és Kambodzsába is, ahol felváltotta a helyi buddhista irányzatokat.

### Vietnámi hagyományok
A buddhizmus Vietnámban a mahájána hagyományokat követi. Vietnámba a 2. században érkezett a buddhizmus észak felől Közép-Ázsiából, Indián keresztül. A vietnámi buddhizmus hasonlít a kínai buddhizmusra és valamennyire tükrözi a Szung-dinasztia utáni kínai buddhizmus szerkezetét.
A vietnámi társadalmat nagyban befolyásolták a konfucianizmus gyakorlatai mivel ez volt sok vietnámi dinasztiában az államvallás. A taoizmus is szerepet játszik a vietnámi társadalomban, azonban a vallásos vietnámiak többsége nem gyakorolja ezt teljesen tiszta formájában. A többséget felszívta a vietnámi népi vallás, amely hasonlít a dél-kínai népi vallásra. Ez hatással volt a kaodaizmusra és a daomauizmusra is. Tam Giao (Han Tu: 三教 - három tanítás) a leggyakoribb vallás Vietnámban, amely a mahájána buddhizmus, taoizmus és konfucianizmus keveréke. Innen jön az elnevezése is - három tanítás.

## A buddhizmus modern hagyományai

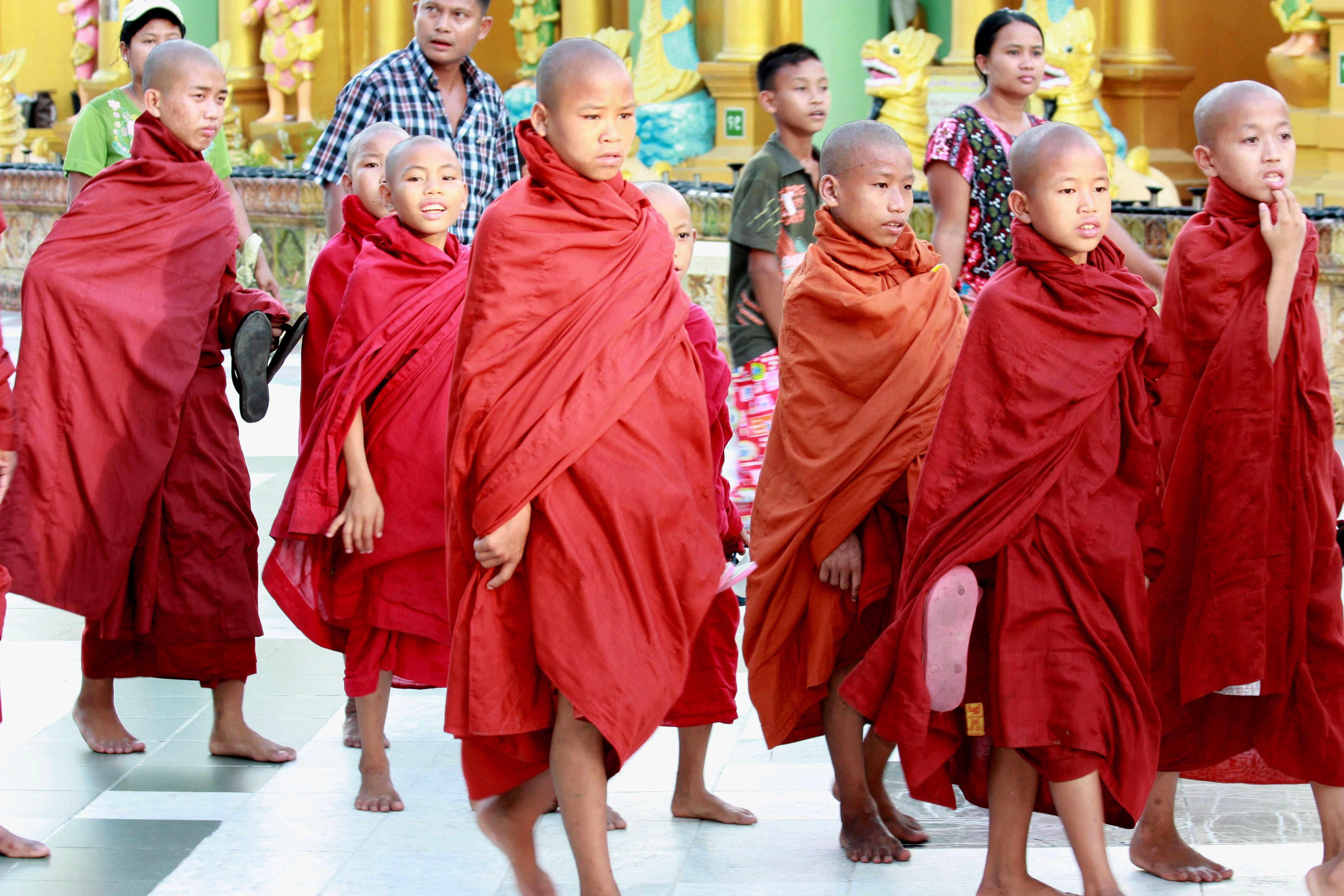
Szerzetesnövendékek Burmában.

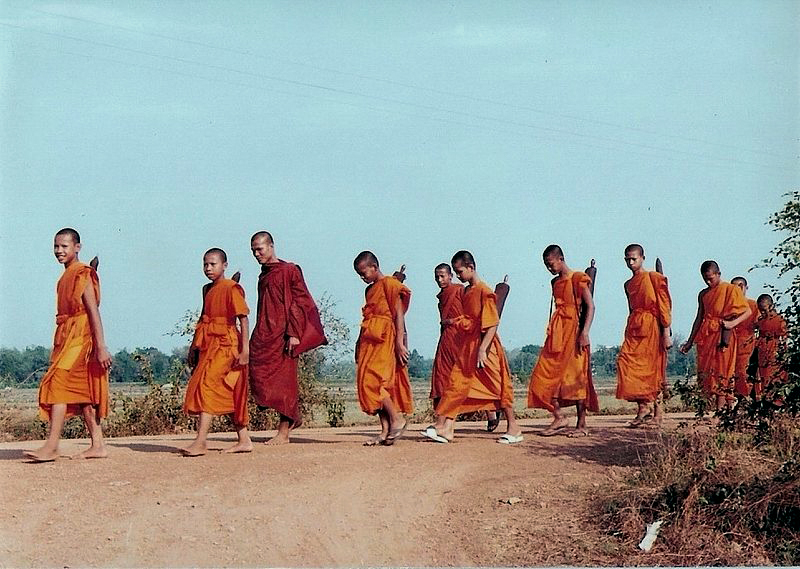
Thai buddhista szerzetesek zarándoklat közben.

Jelenleg mintegy 200 millió buddhista van Délkelet-Ázsiában. Az iszlám után ez a második legnagyobb vallási irányzat a területen. Ez azt jelenti, hogy a világ buddhista lakosságának több mint 35%-a Délkelet-Ázsiában él.
- Thaiföldön a lakosság mintegy 95%-a buddhistának vallja magát - a 67 milliós lakosságból tehát 63,75 millió fő.[9][10]
- Mianmarban a théraváda buddhisták száma 59 millió, amely a teljes lakosság 89%-a.[11][12] A lakosság 1%-a, főleg kínaiak, a taoizmus mellett a mahájána buddhizmust gyakorolják, de rájuk is nagy hatással volt a théraváda irányzat.
- Vietnámban feltehetően magas a buddhista lakosság aránya, azonban a kommunista kormány a statisztikákat saját kénye szerint kozmetikázza. A valóságban azonban a lakosság fele buddhista, amely 44 millió főt jelent.[13][14] A vietnámiak nagy része a mahájána buddhizmust gyakorolja a nagymértékű kínai befolyás miatt.[15]
- Kambodzsa lakosságának 95%-a théraváda - mintegy 14 millió ember.[16]
- Malajzia lakosságának kb. 20%-a buddhista. A kínai kisebbség főleg mahájána, de a srí lankai szerzeteseknek köszönhetően a théraváda jelenlét is jelentős.[17][18]
- A kommunista Laoszban hozzávetőleg 5 millió buddhista él, amely durván a lakosság 70%-át jelenti.[19][20]
- Indonéziában közel 5 millió buddhista él (a lakosság 2%-a) - ez a szám főleg a kínai lakosság köreiből jön össze. A többség a thai théraváda hagyományhoz tartozik.[21]
- Szingapúr 2 milliós buddhista lakossága a teljes népesség 33%-a.[22] Szingapúr az egyik legváltozatosabb buddhista színtér a régióban, ahol megtalálható mind a három fő hagyományvonal. A kínai lakosság körében főleg a mahájána, a szomszédos országok bevándorlói pedig inkább a théraváda hagyományokat követik.[23]
- A Fülöp-szigetek 2 milliós lakosságának csupán 2%-a buddhista. Az összes fontos buddhista iskola jelen van a szigeteken, ám a legelterjedtebb a mahájána vonal. További jelentős irányzatok ezen kívül a nicsiren buddhizmus, a théraváda és a vadzsrajána.
- Az apró Brunei lakosainak és jelentős számú bevándorlóinak mintegy 13%-a buddhista,[24] körülbelül 65000 fő.[25]